# Alberto Mussa
Alberto Mussa (Rio de Janeiro, 28 de junho de 1961) é um escritor brasileiro.

## Características
De origens ameríndias e libanesas, sua proposta é fundir a tradição narrativa ocidental aos relatos mitológicos de outras culturas, como a afro-brasileira, a da Arábia pré-islâmica e a do Brasil indígena. Suas obras foram publicadas em 17 países e 15 idiomas, como na Argentina, Cuba, Portugal, Itália, França, Inglaterra, Romênia, Turquia, Espanha e Egito.
Ao lado do historiador Luiz Antonio Simas, escreveu Samba de enredo: história e arte, um estudo sobre a evolução estética do samba de enredo.

### Compêndio Mítico
“Uma cidade se define pela história dos seus crimes”, afirma o escritor, que com base nessa tese escreveu uma série de cinco romances policiais reunidos sob o título de Compêndio Mítico do Rio de Janeiro, cada um ambientado num século diferente e procurando retratar a formação da cidade do Rio por meio de relatos sobre crimes reais ou fictícios:
| Ano de publicação | Título                       | Período histórico | Temas                 |
| 1999              | O Trono da Rainha Jinga      | Século XVII       | Natureza do mal       |
| 2011              | O Senhor do Lado Esquerdo    | Século XX         | Sexualidade masculina |
| 2014              | A Primeira História do Mundo | Século XVI        | Sexualidade feminina  |
| 2017              | A hipótese humana            | Século XIX        | Transgressão          |
| 2018              | A Biblioteca Elementar       | Século XVIII      | Humanidade            |

Os contos "Encruzilhada na ladeira do Timbau", "A inesperada vingança da Maria do pote", "A origem da tragédia", "A insídia da manilha de paus" e "A sedição das amazonas" inclusos em "Os contos completos" foram retirados do romance "O Senhor do Lado Esquerdo".

## Obras publicadas

### Romances
- 1999 - O trono da rainha Jinga
- 2004 - O enigma de Qaf
- 2006 - O movimento pendular
- 2011 - O senhor do lado esquerdo
- 2014 - A Primeira História do Mundo
- 2017 - A hipótese humana
- 2018 - A biblioteca elementar

### Contos
- 1997 - Elegbara - contos - (Editora Revan, nova edição: Editora Record, 2005, Rio de Janeiro)
- 2016 - Os contos completos

### Como organizador
- 2013 - Atlas Universal do Conto (com Stéphane Chao)

### Tradução
- 2006 - Os poemas suspensos - poesia árabe pré-islâmica

### Não ficção
- 2009 - Meu destino é ser onça
- 2010 - Samba de enredo: história e arte (com Luiz Antônio Simas)